# Francés de Vietnam

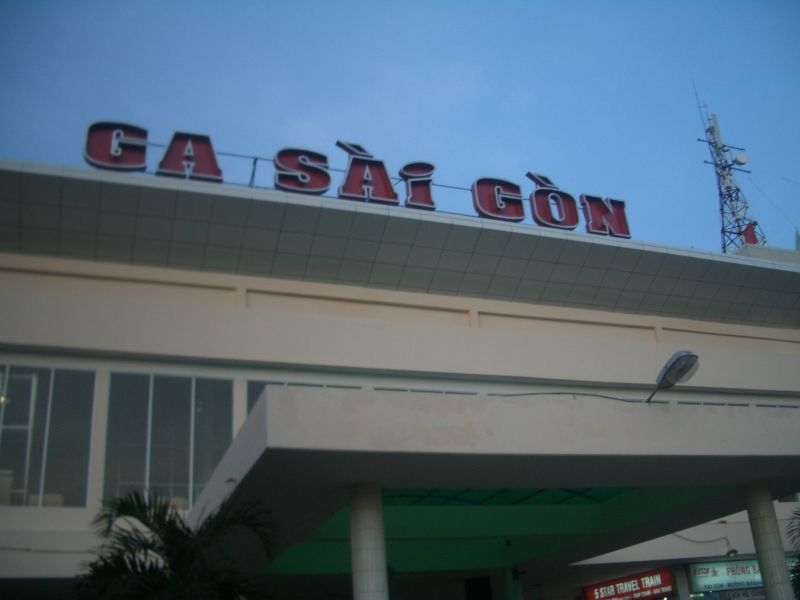
Estación de tren de Saigón, en francés, de Vietnam.

El francés de Vietnam (Francés: français du Viêt-nam) es un dialecto del francés que se habla en Vietnam. El francés fue la lengua oficial de Vietnam desde el comienzo de la dominación colonial francesa en el siglo XIX hasta la disolución del gobierno de Vietnam del Sur en 1975. Sirvió como la lengua del gobierno, la educación y el comercio durante todo el período colonial francés y continuó en este puesto en el sur de Vietnam. Vietnam es el mayor de los tres países de habla francesa en Asia, siendo los otros Laos y Camboya, y el idioma es hablado por más del 5% de la población, utilizado a veces en las relaciones internacionales.

## Historia
La presencia de la lengua francesa en Vietnam comenzó en el siglo XVIII, cuando los exploradores franceses y comerciantes iniciaron su navegación cerca de la costa de Indochina. Cuando Francia reemplazó a Portugal como el poder principal europeo en el sudeste de Asia en la década de 1790, unificó Vietnam bajo la dinastía Nguyen, atacó Da Nang, y colonizó Vietnam del Sur, introdujeron la lengua francesa a los habitantes locales. El francés se convirtió en el idioma de gobierno de la Indochina francesa, la cual incluía los actuales estados de Vietnam, Laos y Camboya. Muchos vietnamitas comenzaron a aprender francés en lugar de los idiomas chinos, y finalmente, el idioma vietnamita se escribirá en el alfabeto latino.
Las escuelas de los misioneros y las del gobierno expandieron el francés en la educación vietnamita, y pronto se convirtió en el idioma de las élites desde finales del siglo XIX. A principios del siglo XX, el idioma francés empezó su difusión en las ciudades y se volvió el primer idioma de la educación. Una lengua mixta (pidgin) denominada Tây Bồi se desarrolló por los Vietnamitas que trabajaban en las casas francesas y por los que hablaban un francés incompleto.
A pesar de ello, entre los años 1900 y 1940, un gran número de vietnamitas aún no hablaba bien el francés o no lo aprendió completamente, e incluso algunos revolucionarios se negaban a aprender la lengua colonial, aunque irónicamente los discursos y documentos escritos para promover la independencia fueron escritos en francés. Durante la Segunda Guerra Mundial, Japón ocupó brevemente Vietnam y estableció el idioma vietnamita como el único oficial y educativo.
En Vietnam la lengua francesa comenzó a declinar lentamente después de la Segunda Guerra Mundial, al compás del incremento de los movimientos revolucionarios, cuyos textos se escribían en vietnamita cada vez con más frecuencia. Poco a poco, iba aumentado el número de pobladores rurales que se resistía al dominio francés, y las formaciones guerrilleras -el Viet Minh- atacaron a los franceses y desataron la primera guerra de Indochina. La lengua francesa, sin embargo, continuó teniendo plena vigencia en el gobierno, la educación y los medios de comunicación tanto en las áreas urbanas como las suburbanas no controladas por el Viet Minh. A principios de los años cincuenta, la guerra se había hecho impopular en Francia y las fuerzas francesas estaban cediendo terreno a la guerrilla. En la Batalla de Dien Bien Phu, el Viet Minh derrotó a los franceses y Vietnam obtuvo la independencia aunque el territorio fue dividido entre el Vietnam del Norte comunista y Vietnam del Sur democrático y pro-francés. Huyendo de la persecución comunista, cientos de miles de personas se desplazaron hacia el sur, incluyendo la élite educada a la francesa y francoparlante. Así el francés continuó siendo el idioma administrativo y educativo del sur e -ilegalmente- de las áreas limítrofes del norte. Las fuerzas francesas permanecieron en Vietnam del Sur hasta 1956, año en el que hubo elecciones para unificar Vietnam bajo un solo gobierno. A pesar de que la Guerra de Vietnam comenzó poco después, el francés continuó teniendo una saludable presencia en Vietnam del Sur hasta los años setenta. La declinación más marcada del idioma francés en Vietnam se produjo tras la Caída de Saigón en 1975, cuando el gobierno comunista impuso el vietnamita como único idioma oficial y educativo para toda la nación, incluyendo el sur, que estuvo en fase de transición hasta 1976.
El número de estudiantes vietnamitas educados en francés decayó al 40% en los años 80 y continuó decayendo durante los 90. Además, un gran número de francófonos que eran anticomunistas huyeron de Vietnam y emigraron a países como el Estados Unidos, Francia, Canadá (muy especialmente Quebec y Ontario) y Australia. A partir de 2000, solo un 5% de los estudiantes reciben su educación en francés. Mientras tanto, el aumento del idioma inglés provocó un descenso en el estatus del francés en Vietnam ya que se fue extendiendo el inglés como lengua de comercio internacional y diplomático. En la actualidad, el inglés es el idioma extranjero más estudiado. En los últimos años, sin embargo, la lengua francesa ha revivido en la educación en Vietnam. El país es miembro de la Francofonía. El francés conserva un estatus de lengua diplomática en Vietnam. En la educación superior y en las profesiones liberales, el francés es el idioma principal y las élites vietnamitas siguen hablando francés hoy día, así como la población de edad avanzada, siendo este un legado de la época colonial. Vietnam se ha convertido recientemente en un destino para los estudiantes de otras partes de Asia para ir a estudiar la lengua francesa. También se han agregado a la población francoparlante de Vietnam las comunidades de refugiados que retornaron de Francia y de Quebec así como quienes estudiaron en otros países francófonos.

## Características dialectales
El francés de Vietnam se basa en el estándar francés de París, pero contiene palabras que han sido influenciadas no solo por los vietnamitas, sino también por el chino y el inglés, esto último debido a la presencia de Estados Unidos en el sur durante la guerra de Vietnam. Además, el pronombre vous utilizado como forma formal y plural de ustedes, se utiliza no solo para hacer frente a los mayores, sino también a los adultos de la misma edad a diferencia del francés estándar, donde tu se usa entre amigos adultos de la misma edad. A continuación se presentan las palabras notables del francés utilizado en Vietnam que difieren del francés estándar.
| Francés de Vietnam | Francés de Francia | Traducción       |
| ------------------ | ------------------ | ---------------- |
| madam              | madame             | señora           |
| ga                 | gare               | estación de tren |
| búp bé             | poupée             | muñeca           |
| tivi               | télévision         | televisión       |
| bánh gâteau        | gâteau             | pastel           |
| phanh              | frein              | freno            |

A pesar de esas diferencias menores, la forma de francés que se enseña en las escuelas vietnamitas es la forma de Francia.

## Influencia sobre el idioma vietnamita
El idioma vietnamita contiene un número significativo de préstamos del francés y sus topónimos. La mayoría de las palabras que tienen origen francés son las que se refieren a objetos, alimentos y tecnología introducida en Vietnam durante la época colonial. Además, el alfabeto vietnamita llegó a ser escrito en alfabeto latino en lugar de caracteres chinos tradicionales utilizado por la antigua Corte real. La introducción del alfabeto latino en la escritura del idioma vietnamita fue impulsada por el gobierno colonial francés, con el objetivo de deshacer la influencia china en el sistema educativo vietnamita, imponiendo además un sistema de educación de estilo francés.

## Medios de comunicación
A pesar del declive del francés desde finales de los años 1970 hasta los años 2000, el francés sigue teniendo una importante presencia en los medios de comunicación de Vietnam. Se publican periódicos en lengua francesa, como por ejemplo Saigon Eco y Le Courrier du Vietnam. También se emiten diariamente noticias y programas de televisión en francés en los canales vietnamitas, así como programas de radio en francés.